# ぽっぷん王国
『ぽっぷん王国』（ぽっぷんおうこく）は、主にNRN加盟の各局で放送されたニッポン放送制作の音楽情報を扱うラジオ番組。
メインパーソナリティはニッポン放送アナウンサー（当時）の上柳昌彦。

## 概要
キャッチコピーは「音楽好きのティーンよ、この指止まれ!」。
ヤマハポピュラーソングコンテスト（ポプコン）の終了とともに1971年以来15年の放送に幕を閉じた『コッキーポップ』の後番組として1986年11月3日から1990年3月30日まで放送された。
スポンサーは『コッキーポップ』から引き続きヤマハ。
他にハウス食品、TRENDY（資生堂商事、のちの資生堂ファイントイレタリー→エフティ資生堂の男性化粧品のブランド。現在は販売されていない）が付いていた。
ヤマハのスポンサー番組は本番組終了以降も『ぽっぷん王国ミュージックスタジアム』、そして『TEENS' MUSIC WAVE』が放送された。
上柳がパーソナリティを務めていた『HITACHI FAN! FUN! TODAY』と同じく、ネットしていた全局で同一スポンサーによる放送、ニッポン放送のみ『FAN! FUN! TODAY』から続く形での生放送、ネット各局には別に制作された録音版を放送、という番組形態であった。
ただ『FAN! FUN! TODAY』と異なるのは、毎日放送を除く全局が共通で放送時間が24:40 - 25:00であり、上柳の出演日が月曜日から木曜日までで、金曜日については各局の自社制作枠となり、各局独自のパーソナリティが出演、いわゆる企画ネット番組の枠となっていたこと（MBSのみ自社制作枠の放送は日曜深夜に行われた）。
『FAN! FUN! TODAY』同様、上柳の軽快なトークが冴えた。前番組、『コッキーポップ』より砕けたバラエティー色が豊かなコーナー（リスナー参加、ゲストを招いたコーナーなど）は20分枠の生放送とは思えないほどの濃密な内容であった。ゲストに招かれるミュージシャンも、非常にリラックスした雰囲気で砕けたトークを展開している（特にTM NETWORKの木根尚登や羽田一郎は以前に増して上柳と親交を深め、イベントで共に司会進行を務めるほど信頼を置く関係になった）。
『三宅裕司のヤングパラダイス』や『FAN! FUN! TODAY』にゲスト出演したミュージシャンが急遽スタジオに入り出演することも頻繁にあった。また、『オールナイトニッポン』のパーソナリティもスタジオ入りする前に訪れトークに花を咲かせることがあった。特に後述の「ヘヴィメタ歌謡選手権」の催された水曜日の盛り上がりは雑誌『ラジオパラダイス』（三才ブックス）に取り上げられるほどであった。
1980年代半ばからのバンドブームよって、その熱が高まっていたアマチュアバンドやミュージシャンを志す若者を応援するコーナーを強化。特に10代のアマチュアミュージシャンから募った楽曲を紹介する「アマチュア音楽紹介コーナー」は「TEENS' MUSIC FESTIVAL」と名称を変更。バンドだけではなく、ソロ活動、また自作曲ではなくカラオケを用いて歌唱力のみで挑戦することも可能なコーナーになった。特に8月に行われる全国大会に向けて、春頃からは地区大会の模様や候補曲の紹介を行っていた。
1987年8月5日、ヤマハ主催『TEENS' MUSIC FESTIVAL』の全国大会第1回が開催。会場では、ぽっぷん王国とTEENS' MUSIC FESTIVALの主旨を記したフライヤーが配られた。司会は、上柳と木根尚登。大会の模様は当日の夜すぐに番組で放送された。

## 主なコーナー
- ゲストコーナー
- クイズ三つの扉 （月曜日 → 木曜日）
- アマチュア音楽紹介 → TEENS' MUSIC FESTIVAL（火曜日）
- ぽっぷん秘法館 （水曜日）
- ヘヴィメタ歌謡選手権 （水曜日）
  - 北島三郎の『与作』など、歌謡曲や演歌などをヘヴィメタ版にアレンジして熱唱するお遊びコーナー。当時最もおバカなコーナーと言われていたこともあり、水曜日深夜に本番組と『大槻ケンヂのオールナイトニッポン』（1部）、『伊集院光のオールナイトニッポン』（2部）が編成されていた頃には“バカばっかりの水曜日隊”と言われていたこともあった。
- 笑わしてくれるじゃん 〜日常の悲しみ（木曜日）
  - 羽田一郎と進行。

## 放送時間
- 月 - 木 24:40 - 25:00 （ニッポン放送）
- 月 - 金 24:40 - 25:00 （ニッポン放送以外の各局）
- 月 - 木 25:00 - 25:20、日24:45 - 25:05 （毎日放送）
  - 毎日放送は、月曜日から木曜日は『ヤングタウン・ミュージックゾーン ザ・リクエスト』内包番組。
  - 日曜日は自社制作による単独枠番組。

## 金曜日の各局パーソナリティ
- 北海道放送：鎌田強
- 岩手放送：菊池幸見
- 東北放送：高橋長子
- 信越放送：西沢透→堀内哲也
- 新潟放送：ピストン熊
- 静岡放送：國本良博（1989年9月まで） → 渡邊千晃（1989年10月から）
- 中部日本放送：冨田和音
- 北日本放送：相本芳彦（1989年3月まで） → 湊晃（1989年4月から）
- 北陸放送：長田哲也
- 毎日放送：伊東正治、茂木栗子
- 中国放送：島田直（当時：島田直角）
- 西日本放送：山崎達也（1989年9月まで） → 日野真（1989年10月から）
- RKB毎日放送：西田恭平（1988年3月まで） → 山崎銀之丞（1988年4月から）
- 宮崎放送：桜田明彦
- 南日本放送：田辺令吉

| ニッポン放送 月曜日 - 木曜日24:40 - 25:00 | ニッポン放送 月曜日 - 木曜日24:40 - 25:00 | ニッポン放送 月曜日 - 木曜日24:40 - 25:00 |
| 前番組                                    | 番組名                                    | 次番組                                    |
| ----------------------------------------- | ----------------------------------------- | ----------------------------------------- |
| コッキーポップ                            | ぽっぷん王国                              | ぽっぷん王国ミュージックスタジアム        |